# Жолобки (притока Жеребця)
Жолобки — річка в Україні у Лиманському районі Донецької області. Права притока річки Жеребця (басейн Дону).

## Опис
Довжина річки приблизно 13,05 км, найкоротша відстань між витоком і гирлом — 12,03 км, коефіцієнт звивистості річки — 1,08. Формується декількома струмками та загатами. На деяких ділянках річка пересихає.

## Розташування
Бере початок у селищі Нове. Тече переважно на південний схід через село Колодязі і на південно-східній околиці села Білогорівки впадає в річку Жеребець, ліву притоку річки Сіверського Дінця.

## Цікаві факти
- У XX столітті на річці існували природні джерела, водокачка, молочно-тваринна ферма (МТФ), газгольдери та газові свердловини[2], а у XIX столітті — багато вітряних млинів[1].